# Voleibol nos Jogos Olímpicos de Verão de 1996 - Feminino
O torneio feminino de voleibol nos Jogos Olímpicos de Verão de 1996 foi realizado no Omni Coliseum e Stegeman Coliseum, Atlanta, entre 20 de julho e 3 de agosto e organizado pela Federação Internacional de Voleibol (FIVB) em conjunto com o Comitê Olímpico Internacional (COI).

## Medalhistas
Cuba foi campeã olímpica de voleibol, derrotando a China na final. O Brasil ganhou o bronze frente à Rússia.
|  | CUB Cuba |  | CHN China |  | BRA Brasil |
|  | Ana Fernández Idalmis Gato Lilia Izquierdo Magalys Carvajal Marlenis Costa Mireya Luis Raisa O'Farrill Regla Bell Regla Torres Yumilka Ruiz Taismary Agüero Mirka Francia |  | Lai Yawen Li Yan Cui Yongmei Wu Yongmei Wang Yi He Qi Wang Ziling Sun Yue Wang Lina Liu Xiaoning Pan Wenli Zhu Yunying |  | Ana Moser Ida Álvares Ana Paula Connelly Hilma Caldeira Leila Barros Virna Dias Márcia Fu Ericleia Bodziak Ana Flávia Sanglard Fernanda Venturini Hélia Souza Sandra Suruagy |

## Qualificação
| Torneio de qualificação           | Data                       | Sede   | Vagas | Qualificados   |  |
| --------------------------------- | -------------------------- | ------ | ----- | -------------- |  |
| País-sede                         | 18 de setembro de 1990     | Tóquio | 1     | Estados Unidos |  |
| Copa do Mundo de 1995             | 3–17 de novembro de 1995   | Japão  | 3     | Cuba           |  |
| Copa do Mundo de 1995             | 3–17 de novembro de 1995   | Japão  | 3     | Brasil         |  |
| Copa do Mundo de 1995             | 3–17 de novembro de 1995   | Japão  | 3     | China          |  |
| Qualificação da América do Sul    | —                          | —      | 1     | Peru           |  |
| Qualificação da América do Norte  | —                          | —      | 1     | Canadá         |  |
| Qualificação da África            | —                          | —      | 1     | Rússia         |  |
| Qualificação da Europa            | —                          | —      | 1     | Alemanha       |  |
| Qualificação da Ásia e da Oceania | —                          | —      | 1     | Coreia do Sul  |  |
| Qualificatório Mundial            | 26 de maio−2 de junho 1996 | Tóquio | 1     | Países Baixos  |  |
| Qualificatório Mundial            | 26 de maio−2 de junho 1996 | Tóquio | 1     | Japão          |  |
| Qualificatório Mundial            | 26 de maio−2 de junho 1996 | Tóquio | 1     | Ucrânia        |  |
| Total                             |                            |        | 12    |                |  |

## Composição dos grupos
| Grupo A                    | Grupo B  |
| -------------------------- | -------- |
| China                      | Brasil   |
| Japão                      | Canadá   |
| Países Baixos              | Cuba     |
| Coreia do Sul              | Alemanha |
| Ucrânia                    | Peru     |
| Estados Unidos (País-sede) | Rússia   |

## Fase de grupos
Na fase de grupos, as seleções jogaram entre si repartidas em dois grupos de seis equipas cada. Os quatro melhores apuraram-se para as quartas de final.
- Placar de 3–0 ou 3–1: 3 pontos para o vencedor, nenhum para o perdedor;
- Placar de 3–2: 2 pontos para o vencedor, 1 para o perdedor.

### Grupo A
|  | Equipes classificadas para as quartas de final |

|     |                |     | Jogos | Jogos | Jogos | Resultados | Resultados | Resultados | Resultados | Resultados | Resultados | Sets | Sets | Sets  | Pontos | Pontos | Pontos |
| Pos | Equipe         | Pts | T     | V     | D     | 3–0        | 3–1        | 3–2        | 2–3        | 1–3        | 0–3        | V    | P    | R     | V      | P      | R      |
| --- | -------------- | --- | ----- | ----- | ----- | ---------- | ---------- | ---------- | ---------- | ---------- | ---------- | ---- | ---- | ----- | ------ | ------ | ------ |
| 1   | China          | 14  | 5     | 5     | 0     | 3          | 1          | 1          | 0          | 0          | 0          | 15   | 3    | 5,000 | 256    | 181    | 1.414  |
| 2   | Estados Unidos | 12  | 5     | 4     | 1     | 2          | 2          | 0          | 0          | 1          | 0          | 13   | 5    | 2.600 | 241    | 198    | 1.217  |
| 3   | Países Baixos  | 9   | 5     | 3     | 2     | 2          | 1          | 0          | 0          | 1          | 1          | 10   | 7    | 1.429 | 211    | 179    | 1.179  |
| 4   | Coreia do Sul  | 7   | 5     | 2     | 3     | 2          | 0          | 0          | 1          | 2          | 0          | 10   | 9    | 1.111 | 249    | 222    | 1.122  |
| 5   | Japão          | 3   | 5     | 1     | 4     | 1          | 0          | 0          | 0          | 0          | 4          | 3    | 12   | 0.250 | 158    | 199    | 0.794  |
| 6   | Ucrânia        | 0   | 5     | 0     | 5     | 0          | 0          | 0          | 0          | 0          | 5          | 0    | 15   | 0,000 | 89     | 225    | 0.396  |

Ordenamento da classificação: 1) Número de vitórias; 2) Pontos; 3) Razão de sets; 4) Razão de pontos; 5) Confronto direto.
| 20 de julho | 10:00 | Países Baixos  | - | China          | 0 - 3 | (10-15,5-15,7-15)              |
| 20 de julho | 16:00 | Japão          | - | Coreia do Sul  | 0 - 3 | (10-15,12-15,10-15)            |
| 20 de julho | 19:30 | Estados Unidos | - | Ucrânia        | 3 - 0 | (15-8,15-5,15-11)              |
| 22 de julho | 10:00 | China          | - | Coreia do Sul  | 3 - 2 | (17-16,16-14,2-15,13-15,15-13) |
| 22 de julho | 10:00 | Ucrânia        | - | Japão          | 0 - 3 | (9-15,5-15,4-15)               |
| 22 de julho | 19:30 | Países Baixos  | - | Estados Unidos | 1 - 3 | (15-12,10-15,15-17,7-15)       |
| 24 de julho | 10:00 | Japão          | - | Países Baixos  | 0 - 3 | (3-15,10-15,3-15)              |
| 24 de julho | 19:30 | Estados Unidos | - | China          | 1 - 3 | (8-15,2-15,15-12,12-15)        |
| 24 de julho | 19:30 | Coreia do Sul  | - | Ucrânia        | 3 - 0 | (15-3,15-10,15-7)              |
| 26 de julho | 10:00 | Países Baixos  | - | Coreia do Sul  | 3 - 1 | (15-11,15-12,7-15,15-8)        |
| 26 de julho | 16:00 | China          | - | Ucrânia        | 3 - 0 | (15-4,15-4,15-6)               |
| 26 de julho | 19:30 | Estados Unidos | - | Japão          | 3 - 0 | (15-11,15-7,15-12)             |
| 28 de julho | 10:00 | Japão          | - | China          | 0 - 3 | (14-16,11-15,10-15)            |
| 28 de julho | 16:00 | Coreia do Sul  | - | Estados Unidos | 2 - 3 | (15-10,13-15,9-15,3-15)        |
| 28 de julho | 16:00 | Ucrânia        | - | Países Baixos  | 0 - 3 | (3-15,5-15,5-15)               |

### Grupo B
|  | Equipes classificadas para as quartas de final |

|     |          |     | Jogos | Jogos | Jogos | Resultados | Resultados | Resultados | Resultados | Resultados | Resultados | Sets | Sets | Sets   | Pontos | Pontos | Pontos |
| Pos | Equipe   | Pts | T     | V     | D     | 3–0        | 3–1        | 3–2        | 2–3        | 1–3        | 0–3        | V    | P    | R      | V      | P      | R      |
| --- | -------- | --- | ----- | ----- | ----- | ---------- | ---------- | ---------- | ---------- | ---------- | ---------- | ---- | ---- | ------ | ------ | ------ | ------ |
| 1   | Brasil   | 15  | 5     | 5     | 0     | 4          | 1          | 0          | 0          | 0          | 0          | 15   | 1    | 15,000 | 238    | 121    | 1.967  |
| 2   | Rússia   | 12  | 5     | 4     | 1     | 3          | 1          | 0          | 0          | 0          | 1          | 12   | 4    | 3,000  | 217    | 140    | 1.550  |
| 3   | Cuba     | 9   | 5     | 3     | 2     | 3          | 0          | 0          | 0          | 1          | 1          | 10   | 6    | 1.667  | 196    | 156    | 1.256  |
| 4   | Alemanha | 6   | 5     | 2     | 3     | 2          | 0          | 0          | 0          | 1          | 2          | 7    | 9    | 0.778  | 163    | 191    | 0.853  |
| 5   | Canadá   | 2   | 5     | 1     | 4     | 0          | 0          | 1          | 0          | 0          | 4          | 3    | 14   | 0.214  | 156    | 239    | 0.653  |
| 6   | Peru     | 1   | 5     | 0     | 5     | 0          | 0          | 0          | 1          | 0          | 4          | 2    | 15   | 0.133  | 129    | 252    | 0.512  |

Ordenamento da classificação: 1) Número de vitórias; 2) Pontos; 3) Razão de sets; 4) Razão de pontos; 5) Confronto direto.
| 20 de julho | 10:00 | Rússia   | - | Alemanha | 3 - 0 | (15-5,15-10,15-7)             |
| 20 de julho | 16:00 | Canadá   | - | Cuba     | 0 - 3 | (8-15,8-15,5-15)              |
| 20 de julho | 19:30 | Brasil   | - | Peru     | 3 - 0 | (15-7,15-1,15-5)              |
| 22 de julho | 16:00 | Rússia   | - | Canadá   | 3 - 0 | (15-1,15-7,15-9)              |
| 22 de julho | 16:00 | Alemanha | - | Peru     | 3 - 0 | (15-11,15-6,15-3)             |
| 22 de julho | 19:30 | Cuba     | - | Brasil   | 0 - 3 | (11-15,10-15,4-15)            |
| 24 de julho | 10:00 | Canadá   | - | Alemanha | 0 - 3 | (5-15,12-15,6-15)             |
| 24 de julho | 16:00 | Brasil   | - | Rússia   | 3 - 0 | (15-3,15-11,15-13)            |
| 24 de julho | 16:00 | Peru     | - | Cuba     | 0 - 3 | (2-15,5-15,10-15)             |
| 26 de julho | 10:00 | Rússia   | - | Peru     | 3 - 0 | (15-11,15-8,15-1)             |
| 26 de julho | 16:00 | Alemanha | - | Cuba     | 0 - 3 | (6-15,8-15,4-15)              |
| 26 de julho | 19:30 | Canadá   | - | Brasil   | 0 - 3 | (6-15,6-15,11-15)             |
| 28 de julho | 10:00 | Brasil   | - | Alemanha | 3 - 1 | (15-4,13-15,15-6,15-8)        |
| 28 de julho | 19:30 | Cuba     | - | Rússia   | 1 - 3 | (15-10,6-15,7-15,8-15)        |
| 28 de julho | 19:30 | Peru     | - | Canadá   | 2 - 3 | (17-16,6-15,15-11,9-15,12-15) |

## Fase final
Na fase final as seleções disputaram, no máximo, mais três jogos (para as equipas que discutiram as medalhas), em formato de eliminatória.
|  | Quartas de final | Quartas de final |             |        | Semifinal           | Semifinal           |  |  | Final       | Final |
|  |                  |                  |             |        |                     |                     |  |  |             |       |
|  | 30 de julho      |                  |             |        |                     |                     |  |  |             |       |
|  |                  |                  |             |        |                     |                     |  |  |             |       |
|  | China            | 3                |             |        |                     |                     |  |  |             |       |
|  | China            | 3                | 1 de agosto |        |                     |                     |  |  |             |       |
|  | Alemanha         | 0                |             |        |                     |                     |  |  |             |       |
|  | Alemanha         | 0                | China       | 3      |                     |                     |  |  |             |       |
|  | 30 de julho      |                  | China       | 3      |                     |                     |  |  |             |       |
|  |                  | Rússia           | 2           |        |                     |                     |  |  |             |       |
|  | Países Baixos    | Rússia           | 2           | 1      |                     |                     |  |  |             |       |
|  | Países Baixos    |                  | 3 de agosto | 1      |                     |                     |  |  |             |       |
|  | Rússia           | 3                |             |        |                     |                     |  |  |             |       |
|  | Rússia           | 3                | China       | 0      |                     |                     |  |  |             |       |
|  | 30 de julho      |                  | China       | 0      |                     |                     |  |  |             |       |
|  |                  | Cuba             | 3           |        |                     |                     |  |  |             |       |
|  | Estados Unidos   | Cuba             | 3           | 0      |                     |                     |  |  |             |       |
|  | Estados Unidos   | 1 de agosto      |             | 0      |                     |                     |  |  |             |       |
|  | Cuba             | 3                |             |        |                     |                     |  |  |             |       |
|  | Cuba             | 3                | Cuba        | 3      | Disputa pelo bronze | Disputa pelo bronze |  |  |             |       |
|  | 30 de julho      |                  | Cuba        | 3      | Disputa pelo bronze | Disputa pelo bronze |  |  |             |       |
|  |                  | Brasil           | 2           |        |                     |                     |  |  |             |       |
|  | Coreia do Sul    | Brasil           | 2           | 0      | Rússia              | 2                   |  |  |             |       |
|  | Coreia do Sul    |                  |             | 0      | Rússia              | 2                   |  |  |             |       |
|  | Brasil           | 3                |             | Brasil | 3                   |                     |  |  |             |       |
|  | Brasil           | 3                |             |        | 3                   |                     |  |  |             |       |
|  |                  |                  |             |        |                     |                     |  |  | 3 de agosto |       |
|  |                  |                  |             |        |                     |                     |  |  |             |       |

Quartas de final
| 30 de julho | 8:00  | China          | - | Alemanha | 3 - 0 | (15-12,15-8,15-8)       |
| 30 de julho | 8:00  | Países Baixos  | - | Rússia   | 1 - 3 | (15-10,7-15,9-15,10-15) |
| 30 de julho | 19:30 | Estados Unidos | - | Cuba     | 0 - 3 | (1-15,10-15,12-15)      |
| 30 de julho | 19:30 | Coreia do Sul  | - | Brasil   | 0 - 3 | (4-15,2-15,10-15)       |

Classificação 5º-8º lugar
| 31 de julho | 8:00 | Alemanha       | - | Países Baixos | 2 - 3 | (12-15,15-9,15-13,9-15,10-15) |
| 31 de julho | 8:00 | Estados Unidos | - | Coreia do Sul | 0 - 3 | (12-15,5-15,11-15)            |

7º-8º lugar
| 1 de agosto | 13:30 | Alemanha | - | Estados Unidos | 1 - 3 | (16-17,6-15,15-5,6-15) |

5º-6º lugar
| 1 de agosto | 13:30 | Países Baixos | - | Coreia do Sul | 3 - 0 | (15-9,15-9,15-13) |

Semifinais
| 1 de agosto | 19:30 | China | - | Rússia | 3 - 1 | (12-15,15-5,15-8,15-12)       |
| 1 de agosto | 19:30 | Cuba  | - | Brasil | 3 - 2 | (5-15,15-8,10-15,15-13,15-12) |

Disputa pelo bronze
| 3 de agosto | 12:00 | Rússia | - | Brasil | 2 - 3 | (13-15,15-4,14-16,15-8,13-15) |

Final
| 3 de agosto | 14:00 | China | - | Cuba | 1 - 3 | (16-14,12-15,16-17,6-15) |

## Classificação final
Esta foi a classificação final do torneio:
| Pos.              | Equipe         |
| ----------------- | -------------- |
| Medalha de ouro   | Cuba           |
| Medalha de prata  | China          |
| Medalha de bronze | Brasil         |
| 4                 | Rússia         |
| 5                 | Países Baixos  |
| 6                 | Coreia do Sul  |
| 7                 | Estados Unidos |
| 8                 | Alemanha       |
| 9                 | Japão          |
| 10                | Canadá         |
| 11                | Peru           |
| 12                | Ucrânia        |